# 9 جمادى الآخرة
- السبت
- الأحد
- الاثنين
- الثلاثاء
- الأربعاء
- الخميس
- الجمعة

- 2830 نوفمبر 2024
- 291 ديسمبر 2024
- 12 ديسمبر 2024
- 23 ديسمبر 2024
- 34 ديسمبر 2024
- 45 ديسمبر 2024
- 56 ديسمبر 2024
- 67 ديسمبر 2024
- 78 ديسمبر 2024
- 89 ديسمبر 2024
- 910 ديسمبر 2024
- 1011 ديسمبر 2024
- 1112 ديسمبر 2024
- 1213 ديسمبر 2024
- 1314 ديسمبر 2024
- 1415 ديسمبر 2024
- 1516 ديسمبر 2024
- 1617 ديسمبر 2024
- 1718 ديسمبر 2024
- 1819 ديسمبر 2024
- 1920 ديسمبر 2024
- 2021 ديسمبر 2024
- 2122 ديسمبر 2024
- 2223 ديسمبر 2024
- 2324 ديسمبر 2024
- 2425 ديسمبر 2024
- 2526 ديسمبر 2024
- 2627 ديسمبر 2024
- 2728 ديسمبر 2024
- 2829 ديسمبر 2024
- 2930 ديسمبر 2024
- 3031 ديسمبر 2024
- 11 يناير 2025
- 22 يناير 2025
- 33 يناير 2025

9 جُمادى الآخرة أو 9 جُمادی‌ الثانية أو يوم 9 \ 6 (اليوم التاسع من الشهر السادس) هو اليوم السابع والخمسون بعد المائة (157) من أيَّام السنة (أو الثامن والخمسون بعد المائة لو كان شهر ربيع الآخر مُتممًا لليوم الثلاثين أو التاسع والخمسون بعد المائة لو أتم كلاً من صفر وربيع الآخر ثلاثين يوماً) وفق التقويم الهجري القمري (العربي). يبقى بعده 197 أو 198 يومًا لانتهاء السنة.

## أحداث
- 1123هـ - توقيع معاهدة فلكزن بين روسيا والدولة العثمانية، والتي بمقتضاها أخلت روسيا مدينة آزاق، وتعهدت بعدم التدخل في شؤون «القوزاق» مطلقًا.
- 1294هـ - القائد العثماني أحمد مختار باشا ينتصر على الجيش الروسي في معركة هاليس في الأناضول.
- 1301هـ - مقتل مدحت باشا أحد أشهر الصدور العظام العثمانيين خنقا في منفاه بالطائف.
- 1324هـ - الصحفي التونسي محمد عرمان يصدر صحيفة المزعج للقيام بحملة ضد نظام التعليم في تونس خاصة في الزيتونة، متهما إياه بالجمود.
- 1328هـ - صدور جريدة كاراكوز الفكاهية التونسية لصاحبها عثمان المحجوب، والتي لم يصدر منها إلا عدد واحد فقط.
- 1355هـ - التوقيع على معاهدة بين المملكة المتحدة ومصر، وافقت خلالها المملكة المتحدة على منح مصر استقلال جزئي مقابل تثبيت سيطرتها التامة على قناة السويس.
- 1365هـ - تأسيس حزب الجبهة الوطنية برئاسة سالم المنتصف في ليبيا. وضم الحزب أغلب المتعاونين مع إيطاليا خلال احتلالها لليبيا.
- 1380هـ - موريتانيا تحصل على الاستقلال رسميًا من الاستعمار الفرنسي، وتنصيب المختار ولد داداه رئيسًا للدولة.
- 1386هـ - إسرائيل تنشئ نفقًا جديدًا تحت المسجد الأقصى.
- 1396هـ - الملك المغربي الحسن الثاني والرئيس الجزائري يعقدان قمة ثنائية في بروكسيل لمناقشة قضية الصحراء المغربية.
- 1400هـ - الولايات المتحدة تقوم بمحاولة لإنقاذ الرهائن المحتجزين في السفارة الأمريكية في طهران، وقد فشلت تلك المحاولة وسقط 8 من الجنود الأمريكيين خلالها.
- 1409هـ - إقامة علاقات سياسية بين إسبانيا وإسرائيل.
- 1411هـ - الزعيم الديني الإيراني علي خامنئي يعلن تأييده لفتوى أصدرها سلفه الخميني بإهدار دم سلمان رشدي.
- 1412هـ - غرق عبارة سالم المصرية في البحر الأحمر مما أسفر عن غرق أكثر من 450 شخص.
- 1436هـ -
  - تنظيم مسيرة دولية لمناهضة الإرهاب في تونس العاصمة بمشاركة حوالي 30 من قادة العالم وذلك بعد هجوم متحف باردو.
  - سقوط مدينة إدلب بيد جيش الفتح.
- 1437هـ - إلقاء القبض على صلاح عبد السلام أهم المشتبه فيهم في هجمات باريس التي وقعت قبل نحو سنة من الزمن، في مدينة بروكسل.
- 1440هـ - مقتل 46 عُنصرًا على الأقل من قُوَّات الأمن الهنديَّة في تفجيرٍ انتحاريّ على مقرُبةٍ من بولواما في المنطقة التي تُديرها الهند من كشمير.

## مواليد
- 1350هـ - حسن عابدين، ممثل مصري.
- 1367هـ - حياة الفهد، ممثلة كويتية.
- 1374هـ - نادية شكري، ممثلة مصرية.
- 1382هـ - جالا فهمي، ممثلة مصرية.
- 1388هـ - رغد صدام حسين، نجلة رئيس العراق السابق صدام حسين.
- 1390هـ - أسامة حسين، لاعب كرة قدم كويتي.
- 1406هـ - شيهانة، ممثلة سعودية.
- 1416هـ - هادي خفاجة، ممثل مصري.

## وفيات
- 544هـ - أبو الفضل عياض بن موسى اليحصبي السبتي، المعروف بـ«القاضي عياض»، إمام عالم.
- 1301هـ - مدحت باشا، صدر أعظم عُثماني.
- 1387هـ - عبد الحكيم عامر، مشير والرجل الثاني في عهد جمال عبد الناصر.
- 1393هـ - عزيز أباظة، أحد رواد الشعر الكلاسيكي.
- 1398هـ - عثمان أمين، مفكر وفيلسوف وصاحب مذهب الجوانية.
- 1419هـ - حسن الجمل، أحد أعلام جماعة الإخوان المسلمين.
- 1429هـ - سعد أردش، ممثل ومخرج مصري.
- 1430هـ - يوسف إبراهيم الغانم، اقتصادي كويتي.
- 1442هـ - عبد الله بن سالم بن ذيبان، شاعر شعبي إماراتي.

## وصلات خارجية
- موقع قصة الإسلام: حدث في شهر جُمادى الآخرة.